# Cabreros del Río
Cabreros del Río es un municipio y villa española de la provincia de León, en la comunidad autónoma de Castilla y León. Cuenta con una población de 408 habitantes (INE 2024).
Se sitúa a la izquierda del río Esla. El municipio está compuesto por Cabreros del Río y Jabares de los Oteros. Los terrenos de Cabreros del Río limitan con los de Ardón, Villavidel y Campo de Villavidel al norte, Jabares de los Oteros al este, Gigosos de los Oteros al sureste, Benamariel al suroeste y Villalobar y Benazolve al oeste.

## Demografía
Cuenta con una población de 408 habitantes (INE 2024).
| Gráfica de evolución demográfica de Cabreros del Río entre 1857 y 2021 |
| |
| Población de derecho según los censos de población del INE Población de hecho según los censos de población del INE Entre el censo de 1857 y el anterior aparece este municipio porque se segrega de Fresno de la Vega |

### Población por núcleos
Desglose de población según el Padrón Continuo por Unidad Poblacional del INE.
| Núcleos               | Habitantes (2013) | Varones | Mujeres |
| --------------------- | ----------------- | ------- | ------- |
| Cabreros del Río      | 356               | 187     | 169     |
| Jabares de los Oteros | 106               | 59      | 47      |

## Economía

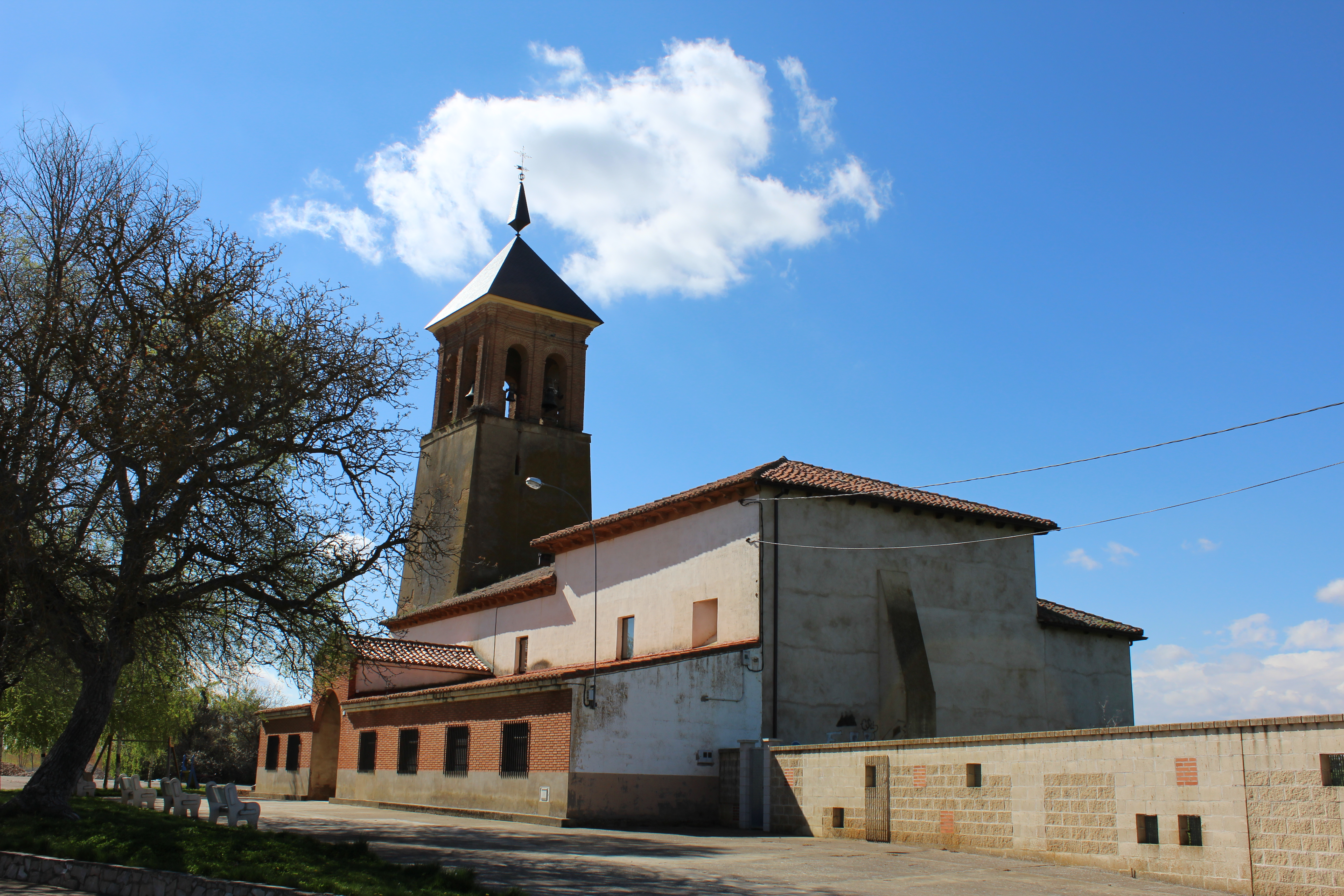
Iglesia

### Evolución de la deuda viva
El concepto de deuda viva contempla sólo las deudas con cajas y bancos relativas a créditos financieros, valores de renta fija y préstamos o créditos transferidos a terceros, excluyéndose, por tanto, la deuda comercial.
| Gráfica de evolución de la deuda viva del ayuntamiento entre 2008 y 2014                             |
| |
| Deuda viva del ayuntamiento en miles de Euros según datos del Ministerio de Hacienda y Ad. Públicas. |

La deuda viva municipal por habitante en 2014 ascendía a 0 €.